# ふぃっとねす
『ふぃっとねす』は、ストロマによる日本の4コマ漫画作品。『まんが4コマぱれっと』（一迅社）誌上で5回読み切りを掲載後、『まんがぱれっとLite』誌上でVOL.22よりVOL.38（最終号）まで連載され、その後『ぱれっとONLINE』にて連載を継続し完結した。
フィットネスクラブに通う女の子達を描く4コマ漫画。

## 登場人物
菅原誠
椿フィットネスクラブに通い始めた女子高生。
体力は無い方で、初期では腹筋が10回出来ないほどだった。ただ、肩だけはなぜか強い。
体力が無い事と、ドジなところが多いため、基本的にいじられ役が多い。
登場人物の中では比較的常識人かつ普通の女子高生の感覚を持っているので、ツッコミの立場であることも多い。
ジム通いを続けているものの、いつまでたっても非力のままで体も固い。
特技は水泳を自称しているが、作中ではほぼ仰向けで浮いているシーンか描かれなかった。
運動とは対照的に、勉強は出来る。
「幸」という妹がいる。
椿玲
椿フィットネスクラブのオーナー。
祖父が資産家であり、お嬢様ではあるが、筋トレ用具に囲まれて育ったため、常識を大きく外れるほどの筋力を誇る。
定休日も施設自体は開いており、玲と友人のみで使用している。
運動好きなだけではなくジャージのコレクターでもある。
祖母が英国人で、美人な上にボディビルと重量挙げで名を馳せているらしい。
文武両道の美人さんではあるが、テーピング等の細かな作業が苦手など不器用な面もある。
視力が弱いため、コンタクトレンズを使用している。
子供好き。
姫宮真冬
なつきと同級生の元気少女。誠の一つ年下。
容姿も幼く見えるが、性格もどこか幼いところがあり、頻繁にいたずらや暴走をする。
姉の「春一」、兄・姉が双子の「夏織」「秋緒」、「真冬」、妹が三つ子の「陸緒」「江海」「美空」。7人兄弟の三女と、非常に大家族。
クラスメイトからは基本的にペット扱いされているらしい。
元気が取り柄だが、体も非常に柔らかい。
身長も低いが、体型的にも恵まれておらず、自虐ネタにすることもあり、周囲からもそれをイジられることも多い。
神凪なつき
女子に非常にモテる真冬の同級生。
誠の事を「友人として好き」と言っているが、実際はかなりの百合的感情を抱いている。
身長が高く、靴のサイズは26。
真冬の妹達に非常に懐かれている。
正座に慣れており、長時間していても平気。
実は勉強は苦手。
虎谷麻衣
誠に椿フィットネスクラブを紹介した同級生。
誠とは中学時代からの友人であり、彼女の保護者のような存在。
そのため、なつきと誠を取り合うようなことも時々ある。
また、好きな子はいじめたくなるタイプではあるが、それと同時に甘やかしてもいる。
実はオタクでもあり、誠の妹の幸と漫画やDVDの貸し借りや談義をしたりしている。
大葉奈々委
椿フィットネスクラブのインストラクター。
基本的にエロい人で、考案するオリジナルトレーニングもそういう内容のものが多い。
玲の体調管理もしており、玲との付き合いも長いのだが、そのためトレーニング内容の普通の感覚がずれており、異常にハードな内容となっている。
設楽ユリ
椿フィットネスクラブの受付。
初期から登場していながら、ずっと名前が無く、それがネタになることもあった。
手品が特技。
三倉文
最終回にて新たに椿フィットネスクラブを訪れた新メンバー。
真冬の姉の春一の後輩であり、彼女の紹介でクラブを訪れ、入会した。

## 単行本
一迅社より「4コマKINGSぱれっとコミックス」として刊行。
1. 2010年12月5日発行 ISBN 978-4-7580-8100-9
2. 2011年12月5日発行 ISBN 978-4-7580-8137-5

1巻刊行時、帯の文章で「まんがぱれっとLite」とする所を「まんがタイムぱれっとLite」と誤植された。